# 鄰避症候群

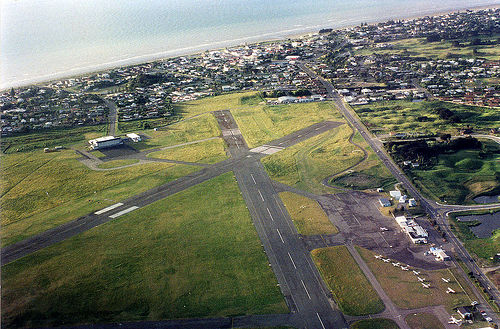
機場也是引發鄰避效應的發展計劃之一

邻避症候群（英語：Not In My Back Yard，簡稱NIMBY，意为“不要在我家后院”。又稱為Locally Unwanted Land Use，LULU；Not On Our Streets，NOOS），是指具有外部性（包含正面外部效益和負面外部成本）的公共設施產生的外部效益為大衆所共享，而帶來的風險和成本卻由設施附近居民承受，造成社會生態的不和諧，體現空間利益分配結構的失衡，導致公衆心理上的隔閡，地區的房地價下跌，因此極易引發居民抵制，不但極大阻礙了公共設施的建設，而且影響社會穩定秩序的現象。
鄰避效應的誕生的背景與公民意識的覺醒、新媒體資訊方式、政府政策制度轉向有關，根本原因是空間不均衡與利益分配結構之間導致的利益衝突。這個詞語於1980年代由當時擔任英國環境事務大臣的英國保守黨政客尼古拉斯·雷德利（Nicholas Ridley）所使用並廣為流傳。
因該理論名稱各單詞的字首合起來為「NIMBY」，音近似中文的「鄰避」，也就是鄰居迴避之意，恰好符合該理論的意思而被稱之，又稱鄰避效應、鄰避症候群、鄰避情結、保家症候、寧避症候群、嫌惡設施等。
減少鄰避設施厭惡的方法包括：對受影響居民或地區給予補貼、稅捐減免、公共設施補償等一系列方式，減少居民和地區的反對。

## 受反對的計劃
一般來說，受到反對的發展計劃都會為附近地區帶來長遠的利益，有些甚至是當地不可或缺的基礎設施，但短期內卻會對附近的居住環境造成一些負面影響。為了保護自己的居住環境，附近居民會反對這個計劃，或不反對這個計劃，但會提議在其他地區興建。總體來說，就如英語原句的字面意思：「不要（興建）在我（家）的後院」。以下列出一些受反對的建築及一些事例：

### 因污染而遭反對的設施
- 焚化爐（包含有毒廢棄物處理中心）
- 垃圾掩埋場
- 污水處理場
- 動物屠宰場
- 發電廠（包含火力發電廠、核能發電廠、核廢料放置場等）
- 寺廟（燃燒祭品、香燭導致空氣污染）
- 工廠（排放污水、廢氣及噪音）

### 因電磁波而遭反對的設施
- 輸變電設施（包含變電所、電線桿等）
- 手機的基地台
- 電視、廣播訊號中繼站及發射站
- 軍事、航管或氣象等用途的雷達站

### 因噪音而遭反對的設施
- 軍事設施（包含軍事基地、兵工廠等）
- 交通設施（如機場、海港、高速公路、快速公路、高架道路、鐵路及巴士總站等）
- 風力發電
- 寺廟、景點
- 小學、中學校、公園
- 大球場、體育館、遊樂區

### 有治安疑慮而遭反對的設施
- 賭場、投注站及其他彩券售賣點
  - 1990年9月，香港東頭邨居民向兩局議員發起聯署，反對超級市場及便利店出售六合彩彩券，以免邨內超市成為罪惡溫床[2]。及後，反對行動更擴大至全港不少屋苑，最後迫使當局決定不再將六合彩銷售點擴大。
  - 2020年初，部分日出康城居民反對馬會在THE LOHAS商場設立投注站。
- 遊藝場
- 妓院、夜店
- 監獄、矯正機關、矯正學校（包含少年感化院、煙毒勒戒所）－收容人（受刑人）如有逃獄（出獄）或會面相關人士（如其他犯罪組織黨羽），會有敗壞社會治安之虞。
  - 2007年，加拿大列治文市Turning Point區的居民反對在其社區內興建慈恩之家戒癮中心[3]。
  - 2009年6月，香港基督教正生書院計劃遷入梅窩一座空置的中學校舍，受到梅窩居民強烈反對[4]。
- 社會福利設施（包含精神科醫院、特殊教育學校）

### 其他的設施
- 殯葬設施（如殯儀館、火葬場、公墓、納骨塔、長生店等）
- 檢疫中心
- 指定傳染病診所
- BSL-3、BSL-4等級實驗室
- 傳統市場、夜市
- 加油站
- 輸油或輸氣用管線、加壓站、儲存槽
- 動物養殖場、流浪動物收容所
- 公共房屋、社會住宅、臨時房屋（鄰近私人住宅業主認為會影響治安及物業價值）
- 高大的摩天大樓（鄰近私人住宅業主認為會影響日照權或風水）
- 水利設施：水庫、水壩

## 衍生詞語
鄰避效應其後衍生出奈避症候群（英語：Not In Anybody's Back Yard，簡稱NIABY），意思是指一些所有地區的居民都會反對在其社區內進行的發展計畫。
鄰避效應衍生反義詞為迎臂效應（英語：Yes In My Back Yard，簡稱YIMBY），相對於居民對鄰避設施的厭惡，迎毗設施則是受到居民的歡迎。如：公園、綠地、圖書館等，通常可以提高居住寧適性，並帶動房地價上升。故會受到該地區居民歡迎。